# David Coore
David Hilton Coore OJ, QC (* August 1925 in Anchovy, St. James; † 14. November 2011 in der Dominikanischen Republik) war ein jamaikanischer Rechtsanwalt und Politiker der People’s National Party (PNP).

## Leben
Coore besuchte das Jamaica College in Kingston. Er studierte an der McGill University in Kanada, wo er einen Abschluss in Wirtschaftswissenschaft erwarb. Im Anschluss studierte er Rechtswissenschaften an der University of Oxford in England. Nach Abschluss des Studiums kehrte er nach Jamaika zurück und war dort ab 1951 als Rechtsanwalt tätig.
Er war ab 1959 Mitglied des jamaikanischen Legislative Council und wurde dann in das Komitee berufen, das 1961, im Jahr vor der Unabhängigkeit Jamaikas, den Entwurf für die Verfassung des Landes schuf.
Coore galt als enger Freund von Michael Manley, den er bereits in der Zeit auf dem Jamaica College kennengelernt hatte. Als Manley 1969 Vorsitzender der PNP wurde, übte Coore das Amt des Chairman der Partei aus. Coore war von 1967 bis 1976 Mitglied des Repräsentantenhauses für den Wahlkreis St Andrew West Central und von 1976 bis 1978 für St Andrew West. Nachdem die PNP die Wahl im Jahr 1972 gewonnen hatte und Manley Premierminister wurde, berief er Coore als Finanzminister und zum stellvertretenden Premierminister.
Coore trat 1978 als Minister zurück und war anschließend bis 1986 für die Interamerikanische Entwicklungsbank tätig, unter anderem als Repräsentant in der Dominikanischen Republik und Barbados.
Im Jahr 1989 kehrte er in die aktive Politik zurück, wurde zum Senator ernannt und als Außen- und Außenhandelsminister berufen. Von 1993 bis 1995 war er Attorney General und Minister für Rechtsangelegenheiten. In späteren Jahren war er für die PNP noch als Berater in Verfassungsfragen tätig.
Coore war vier Mal verheiratet und Vater dreier Söhne. Einer seiner Söhne ist Stephen Coore, der als einer der Gründer der Reggae-Band Third World bekannt wurde. Coore lebte seit April 2011 in der Dominikanischen Republik, der Heimat seiner letzten Ehefrau. Er starb dort am 14. November 2011.